# Лубошево (Курская область)
Лу́бошево — село в Железногорском районе Курской области. Входит в состав Разветьевского сельсовета.

## География
Расположено на северо-западе Железногорского района, в 13 км к западу от Железногорска на реке Осмонь. Недалеко от села проходят границы с Дмитриевским районом Курской области и Дмитровским районом Орловской области. Высота над уровнем моря — 199 м. Ближайшие населённые пункты — посёлки Красный, Круглый, Светловка.

## Этимология
Село получило название от слова луб, лубок — по близлежащему липовому лесу.

## История
Лубошево впервые упоминается в 1625 году в Рыльской отказной книге как селище Лубышевка в Сницкой волости Рыльского уезда.
В 1678 году слободка Лобошевская упоминается среди селений Свапского стана Рыльского уезда Севского разряда. 
В начале XVIII века Лубошево получило статус села: здесь был построен православный храм, освящённый в честь Николая Чудотворца. В Государственном архиве Курской области хранятся метрические книги Николаевской церкви за 1828—1844, 1877, 1880—1882, 1884, 1890, 1895 и 1906 годы и исповедная ведомость за 1847 год.
С 1779 года село в составе Дмитриевского уезда Курского наместничества (с 1802 года — Курской губернии). По данным 4-й ревизии 1782 года крестьяне Лубошева принадлежали графу Петру Борисовичу Шереметеву и помещикам Артёмову и Афанасию Григорьевичу Артюхову.
В XIX веке Лубошево было владельческим селом. К моменту отмены крепостного права в 1861 году местные крестьяне принадлежали помещику Илье Николаевичу Артюхову (75 душ) и наследникам Константина Артюхова (92 души). С того времени и до 1920-х годов село входило в состав Киликинской волости Дмитриевского уезда. В 1862 году в Лубошево было 95 дворов, проживало 852 человека (413 мужского пола и 439 женского), действовал православный храм. В 1877 году здесь было уже 99 дворов, однако число жителей сократилось до 668 человек. К 1900 году в селе проживало 1022 человека (521 мужского пола и 501 женского). В начале XX века часть жителей Лубошева выселилась в посёлки Красная Поляна, Красный, Круглый, Муравейный, Светловка и Уютный.
В 1920-е годы Лубошево было административным центром Лубошевского сельсовета. В 1924 году Дмитриевский уезд был упразднён, Лубошево вошло в состав Льговского уезда Курской губернии. С 1928 года в составе Михайловского (ныне Железногорского) района. В 1937 году в селе было 155 дворов. Во время Великой Отечественной войны, с октября 1941 года по февраль 1943 года, находилось в зоне немецко-фашистской оккупации. По состоянию на 1955 год в селе находился центр колхоза имени Калинина. До 2010 года входило в состав Расторогского сельсовета.

## Население
| 1862 | 1877 | 1883 | 1897 | 1900  | 1905  | 1979 |
| ---- | ---- | ---- | ---- | ----- | ----- | ---- |
| 852  | ↘668 | ↗737 | ↗976 | ↗1022 | ↗1057 | ↘275 |
| 2002 | 2010 |      |      |       |       |      |
| ↘95  | ↘61  |      |      |       |       |      |

## Известные люди
- Тимошенко, Афанасий Иванович (1913—1945) — участник Великой Отечественной войны, Герой Советского Союза.